# 엘레오노레 폰 합스부르크로트링겐
엘레오노레 폰 합스부르크로트링겐(Eleonore von Habsburg-Lothringen, 1994년 2월 28일 ~ )은 오스트리아의 보석 디자이너, 보석학자, 모델, 합스부르크로트링겐가의 일원이다.